# Polemarco (filósofo)
Polemarco  (en griego antiguo: Πολέμαρχος, Polémarchos; Siracusa mitad del siglo V a. C. – Atenas otoño del 404 a. C.) fue un filósofo griego, hermano del orador Lisias  e hijo del rico meteco Céfalo de Siracusa. Se le conoce mejor por haber sido una de las víctimas del régimen de los Treinta Tiranos. Su muerte incitó a su hermano Lisias a componer uno de sus discursos más famosos, Contra Eratóstenes.

## Biografía
Fue hijo del meteco Céfalo, originario de Siracusa, que hizo una fortuna en El Pireo con la fabricación de escudos, y  hermano del orador Lisias y de Eutidemo. Tenía también una hermana que se casó con Braquilo. Polemarco y Lisias viajaron a Turios cuando este tenía 15 años.
Su origen afortunado y su estatus de meteco, le convirtió en objetivo de los Treinta Tiranos de Atenas. Al contrario que Lisias, no consiguió escapar de la ciudad y fue encarcelado y condenado en 404 a. C. por Eratóstenes a beber cicuta, sin tener un juicio. Sus verdugos negaron a su familia el funeral que habrían deseado organizar. Aunque ya en gran parte los Treinta robaron la familia de Céfalo, uno de ellos, Melobio, codicioso arrebató los pendientes de oro a la viuda de Polemarco.
Con el retorno de la democracia en 403 a. C., su hermano Lisias demandó a Eratóstenes en un discurso que llegó a ser célebre con o el nombre de Contra Eratóstenes.
Se menciona en el diálogo Fedro de Platón, que se inclinaba hacia la filosofía, al contrario que su hermano Lisias que prefirió la logografía.